# ゾンダーコマンド (強制収容所)

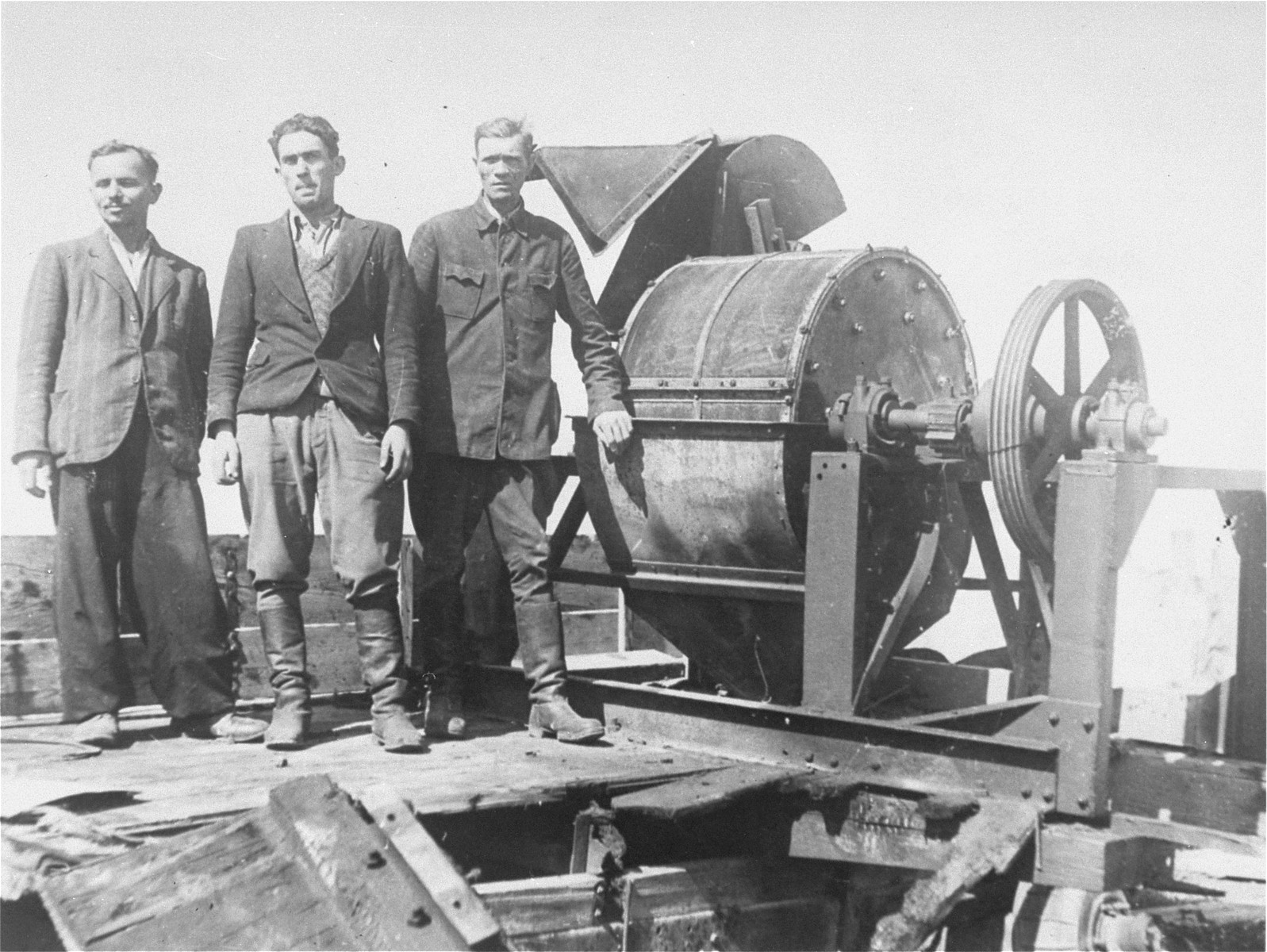
レンベルク・ヤノウスカ強制収容所で使われた骨粉砕機の横に立つゾンダーコマンド。同収容所が1944年に解放された後、ソ連側によって撮影された一葉

強制収容所におけるゾンダーコマンド（独: Sonderkommando in den Konzentrationslager）は、第二次世界大戦中にナチス・ドイツが強制収容所内の囚人によって組織した労務部隊である。
ドイツ語でゾンダーコマンドという言葉は「特務部隊」や「特別分遣隊」、「特命隊」といった意味で、第二次世界大戦中には親衛隊（SS）および国防軍が指揮する様々な部隊の名称として使われた。ただし、本項で解説する部隊はそれらの部隊とは全く性質が異なるため、注意を要する。

## 概要

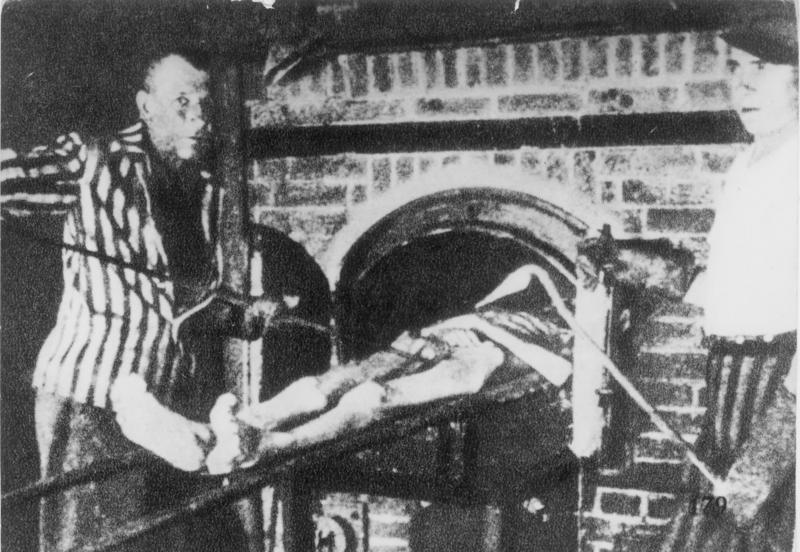
ドイツ・ダッハウ強制収容所の火葬場で撮影されたゾンダーコマンド。解放の直後、当時の状況を再現して撮影された一葉と推測される

部隊にいた囚人のほとんどはユダヤ人で、主な仕事はガス室などで殺されたユダヤ人の死体処理である。ユダヤ人殺害自体はナチスがおこなっていた。多くの者は収容所に連れて来られて死体処理を強制され選択権はなく、拒否する方法は自殺以外になかった。囚人の中には作業中に自分の家族の遺体を見つけ、処理しなければいけない者もあった。
収容所の場所にもよるが、ゾンダーコマンドは「ユダヤ人労働者 (Arbeitsjuden)」を遠回しに表現する言葉として使われることもあった。また、「補助員」ないし「助手」 (Hilflinge)と呼ばれることもあった。
ポーランドのビルケナウ強制収容所では1943年までに400人ものゾンダーコマンドが存在しており、1944年にハンガリーのユダヤ人が大量に収容されるようになってからは、その膨大な数の死体処理のために900人にものぼるゾンダーコマンドがいたとされる。
当時のドイツ側の報告書によると、ガス室で殺害された死体の焼却にあたっては、薪の積み方や死体の並べ方など、作業者の熟練度が能率に大きく影響した。死体焼却に慣れたゾンダーコマンドの囚人労働者はナチスにも必要であったため、彼らは他の囚人よりも比較的ましな生活環境にいた。彼らは他の囚人とは異なるバラックに住み、ガス室に送られた人たちから没収した煙草や薬、食べ物を手に入れることができた。また、その他の囚人とは異なり、収容所の兵士や監視員から無差別に殺される心配もなかった。ゾンダーコマンドの囚人たちの命や必要性は、彼らがどれだけ効率的に死体処理を行うことができるかによって決められていた。それにより、ゾンダーコマンドの囚人は他の囚人よりも比較的長く生き延びることができたが、戦後まで生き残ることができた者はあまり多くなかった。
ゾンダーコマンドはその仕事内容から、ナチス・ドイツの大量虐殺を認識しているため「秘密保持者（Geheimnisträger）」とされており、ガス室に送られるユダヤ人以外の囚人達からは隔離されていた。また、外部への情報漏洩を防ぐため、ゾンダーコマンドの囚人はほとんどが3か月から長くて1年以内にガス室に送られて殺され、新しく連れてこられたユダヤ人が代わりとなっていった。特別な技術があれば、他の囚人より長く生き延びることができる可能性もあった。新人ゾンダーコマンドの初仕事は、彼らの前にこの仕事を行っていた囚人たちの死体処理である。ゾンダーコマンド結成後、収容所解放までに14サイクルもの入れ替えがあったとされる。

## 反乱
1944年にアウシュヴィッツ強制収容所でゾンダーコマンドによる反乱があり、火葬場が一部破壊された。エステル・ヴァイツブルム (Ester Wajcblum) 、アラ・ガルトナー、そしてレジーナ・ザファーシュタインなどの女性囚人たちが数か月に渡りアウシュヴィッツ内の軍需工場から火薬を少しずつ盗み出し、ビルケナウ収容所の衣類格納庫で働かされていたロージャ・ロボタなどのレジスタンスの手に渡った。女性囚人たちは警備の目をかいくぐりながら少量の火薬を小さな布や紙に包んで体に隠し、それをレジスタンスの手に渡らせた。ロージャ・ロボタは火薬を手にした後、それを仲間のゾンダーコマンドに渡し、彼らはガス室と火葬場を破壊し、暴動を起こすことを企てた。
収容所のレジスタンスから1944年の10月7日に自分たちが処刑されることを知らされると、ゾンダーコマンドはナチス親衛隊 (SS) やカポ（労働監視員）をマシンガンや斧、ナイフで攻撃し、ナチスは怪我人12人、死者3人もの死傷者を出した。数人のゾンダーコマンドは計画通り脱走することにも成功したが、その日のうちに捕らえられた。反乱で生き残ったゾンダーコマンドのうち、200人もの囚人がその後頭を撃ち抜かれ殺された。その日に殺されたゾンダーコマンドは451名にも上る。
1943年の8月2日には同じくポーランドのトレブリンカ強制収容所で反乱が起こり、100人もの囚人が脱走に成功した。また、1943年10月14日にはポーランド東部のソビボル強制収容所でも似たような反乱が起こっている。『脱走戦線 ソビボーからの脱出』はソビボル強制収容所での反乱を舞台にした映画である。ソビボル第三強制収容所のゾンダーコマンドは第一収容所の反乱には参加していなかったが、次の日にナチスにより殺された。
トレブリンカ強制収容所とソビボル強制収容所はその後すぐ閉鎖された。収容所解放までに数千名いたゾンダーコマンドのうち、生き残った者は20名余りとされる。

## 証言
- 1943年から1944年の間、ビルケナウ収容所のゾンダーコマンドの数名が筆記用具やカメラなどを手に入れ、収容所内の様子を記録することに成功している。これらの情報は収容所内の火葬場近くなどの地面に埋められ、戦後の1980年から掘り起こされた。この原稿は劣化が激しく、2010年代の最新技術でようやく判読出来るようになった。掘り起こされた原稿などで作者がわかっている人物にザルマン・グラドフスキ（英語版）、ザルマン・レヴェンタル(Zalman Lewental)、レイブ・ラングフス（英語版）、Chaim Herman そして マルセル・ナジャリ（英語版）がいる。最初の3名はイディッシュ語で文章を記述しており[19]、Hermanはフランス語、そしてナジャリはギリシャ語で記述している。ほとんどの記録や原稿はアウシュヴィッツ=ビルケナウ収容所博物館に保存されている[20]。記録の一部は「スクロールズ・オブ・アウシュヴィッツ (The Scrolls of Auschwitz)」というタイトルで出版されている。また博物館はその他の記録を「アミッド・ア・ナイトメア・オブ・クライム (Amidst a Nightmare of Crime）」という名前で出版している。2020年8月16日には、日本のNHK総合テレビが、発見されたメモや生存していた隊員を取材したNHKスペシャル『アウシュビッツ　死者たちの告白』を放映した[21]。

- ゾンダーコマンドの生存者シュロモ・ヴェネツィアの体験をインタビュー形式でまとめた『私はガス室の「特殊任務」をしていた』（原題は"Sonderkommando"）は、作業内容を知らされないまま選抜され、それがわかった時には逃げ場がなくなっていたが、以下のように証言した。

「1,2週間すると、結局慣れてしまった。すべてに慣れた。むかつくような悪臭にも慣れた。ある瞬間を過ぎると、何も感じなくなった。回転する車輪に組み込まれてしまった。でも、何一つ理解していない。なぜなら、何も考えていないんだから」

## ゾンダーコマンドを描いた映像作品
映画
- 『SHOAH ショア』 - (1985年公開、フランス製作)
- 『灰の記憶』 - （2003年公開、アメリカ合衆国製作）
- 『サウルの息子』監督:ネメシュ・ラースロー -（2015年公開、2015年アカデミー外国語映画賞受賞、 第68回カンヌ国際映画祭グランプリ受賞）

空間と時間が極度に限定され、カメラは常にサウルに張りつき、彼の顔や背中、周囲の状況だけを映し続ける。

## ギャラリー
- 「アレックス (Alex)」(Alberto Errera) によるオリジナル写真

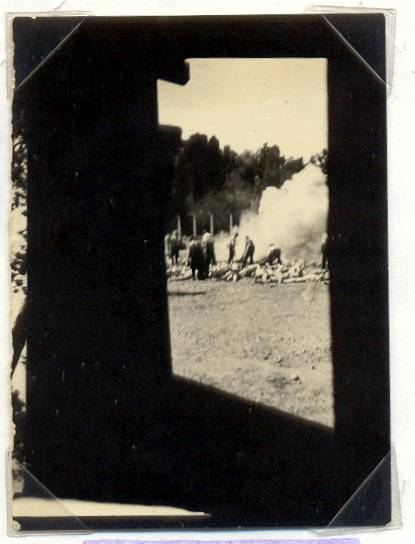
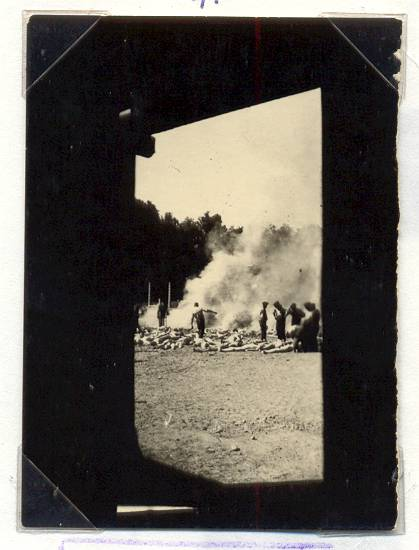
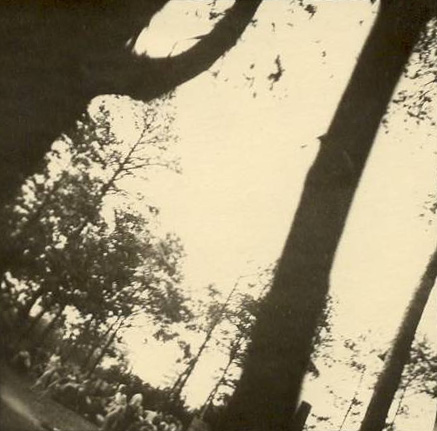

- 1944年8月 アウシュヴィッツ=ビルケナウ強制収容所

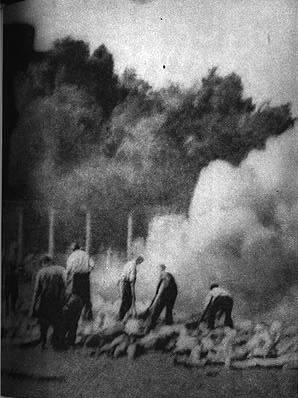
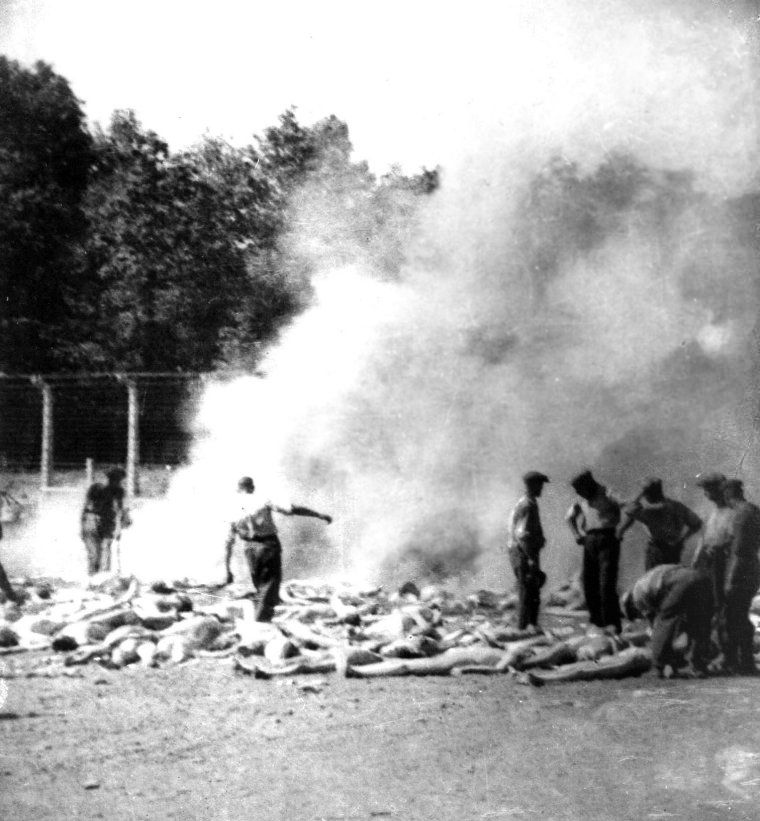
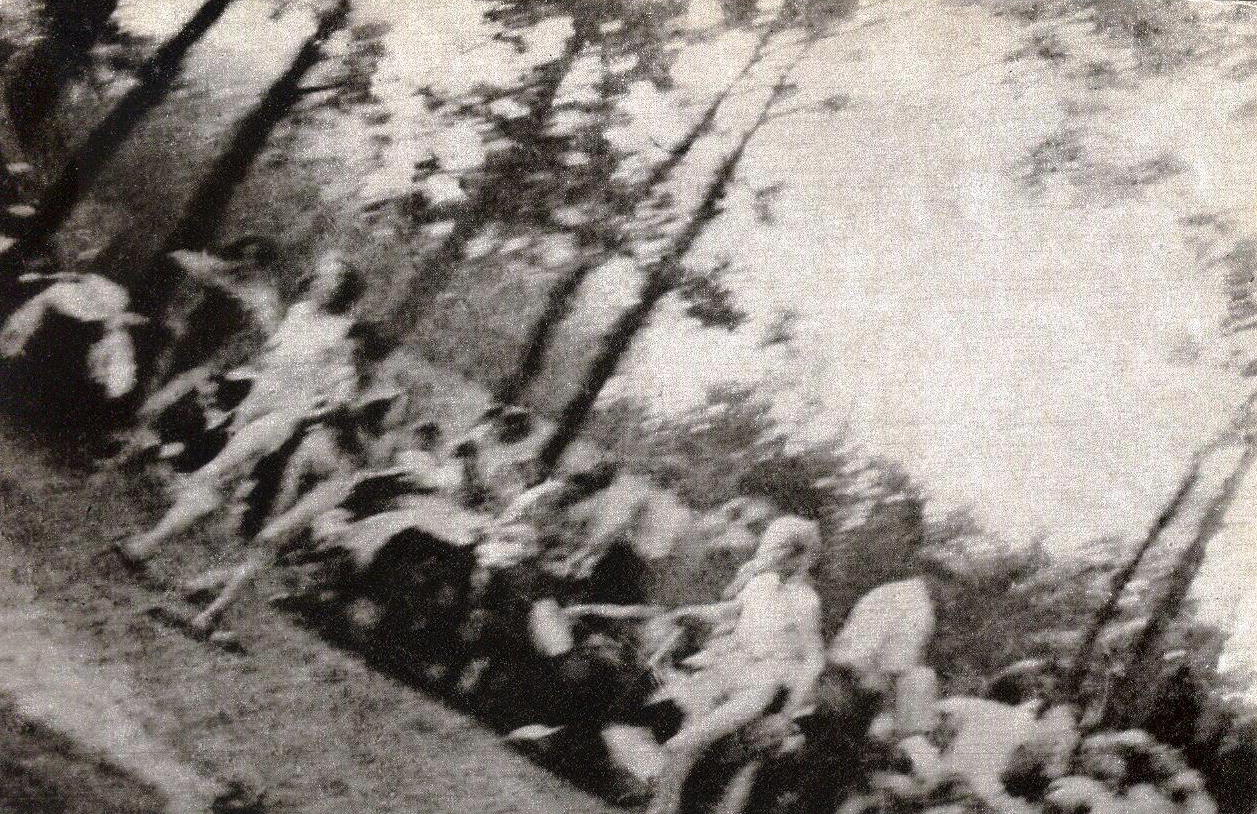

- 1944年8月 アウシュヴィッツ=ビルケナウ強制収容所
- 1944年8月 アウシュヴィッツ=ビルケナウ強制収容所

- 上記画像のクローズアップ画像

- アウシュヴィッツ=ビルケナウ強制収容所
- アウシュヴィッツ=ビルケナウ強制収容所
- アウシュヴィッツ=ビルケナウ強制収容所